# John Morris-Jones
Sir John Morris-Jones (appelé John Jones jusqu’en 1918), né le 17 octobre 1864 et mort le 16 avril 1929, est un grammairien et poète gallois. Ces ouvrages principaux sont Welsh orthography (1893) et A Welsh grammar, historical and comparative: phonology and accidence (1913), qui ont contribué à la langue galloise.